# Hölderlin-Gymnasium Stuttgart
Das Hölderlin-Gymnasium Stuttgart (kurz: HöGy) ist ein Gymnasium, getragen von der Stadt Stuttgart, mit dem Schwerpunkt in Fremdsprachen und Kunst.

## Geschichte
Das Hölderlin-Gymnasium wurde am 17. April 1899 als erstes Mädchengymnasium Württembergs eröffnet, gegründet wurde das Gymnasium von der Palastdame Gräfin Üxküll-Gyllenband, der damaligen Vorsitzenden des Verwaltungsrates, und Johanna Dorothea Bethe, der damaligen Vorsteherin der Fortbildungs-Anstalt. Vorerst war es eine Privatanstalt für Töchter gebildeter Stände, um ihnen den Weg zur humanistischen Bildung, zum Abitur und damit zur Hochschule freizumachen. Aus Kostengründen schloss sich die Einrichtung im selben Jahr noch an die Frauenfortbildungsanstalt in der Kronenstraße 41 an, doch bereits im April 1900 zog die Schule in die Alleenstraße 29 um und löste sich im Frühjahr 1901 von der Frauenfortbildungsanstalt. Im Jahr 1903 absolvierten die ersten Schülerinnen ihr Abitur, das sie aber extern am Cannstatter Gymnasium ablegen mussten. Zu ihnen gehörten die ersten eingeschriebenen Studentinnen an der Universität Tübingen: Martha Vollmöller, Gertrud Stockmeyer, Anna Stettenheimer. 1909 beim 10. Jubiläum wurde dem Gymnasium der Name Königin-Charlotte-Gymnasium verliehen. Im April 1912 erfolgte der Umzug und die Einweihung des heutigen Schulgebäudes in der Hölderlinstraße 28, in Stuttgart-Nord.
1937, während des Dritten Reiches wurde der Latein- und der Griechischunterricht verboten, das bedeutete das vorläufige Ende der humanistischen Tradition des Königin-Charlotte-Gymnasiums. Der Name wurde in Hölderlin-Oberschule geändert, nach dem Namensträger Friedrich Hölderlin und nach der Straße, an der die Schule lag. In der Nachkriegszeit, 1946 fanden wieder die ersten Reifeprüfungen statt, das Hölderlin-Gymnasium wurde wieder ein sprachliches Gymnasium mit einem altsprachlichen Zug und zwei neusprachlichen Zügen. Der altsprachliche Zug wurde bis 1977 aufgelöst. Ab 1970 wurden nun auch männliche Schüler in die 5. Klasse aufgenommen (Koedukation) und seit 1996 gibt es auch ein Kunstprofil an der Schule. 1999 feierte das Hölderlin-Gymnasium sein 100-jähriges Jubiläum.

## Profilierung

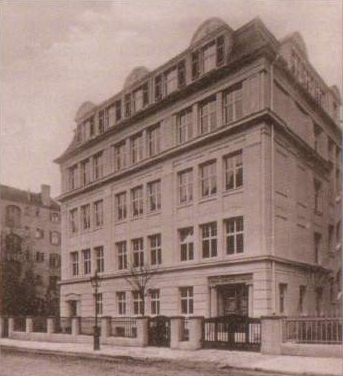
Hölderlin-Gymnasium Stuttgart, 1912

Ab der 5. Klasse wird mit den Grundschulkenntnissen Englisch als erste Fremdsprache unterrichtet. Ab Klasse 6 folgt Französisch als zweite Fremdsprache. In Klasse 8 haben die Schüler die Wahl zwischen dem sprachlichen Profil mit Latein oder Spanisch als dritter Fremdsprache oder dem Kunstprofil.

## Bekannte ehemalige Schüler und Schülerinnen
- Gertrud Stockmayer (1880–1963), Philologin und Historikerin
- Anna Reinach (1884–1953), Physikerin
- Hedwig Dinkel (1885–1977), Ärztin
- Elisabeth Gerdts-Rupp (1888–1972), Juristin, Lyrikerin, Ethnologin
- Nora Kräutle (1891–1981), Chemikerin
- Elisabeth von Urach (1894–1962)
- Elisabeth Plattner (1899–1994), Pädagogin und Schriftstellerin
- Elisabeth Daur (1899–1991), Gemeinderätin
- Gisela Mayer (1931–2020), Kommunalpolitikerin
- Gertrud Angelika Wetzel (1934–2011), Bildhauerin
- Eva-Maria Kurz (1944–2023), Diplom-Psychologin, Schauspielerin, Hörspiel- und Hörbuchsprecherin
- Sybille Ebert-Schifferer (* 1955), Kunsthistorikerin
- Clemens Schick (* 1972), Schauspieler
- Volkram Zschiesche (* 1979), Schauspieler

## Bekannte ehemalige Lehrer und Lehrerinnen
- Mathilde Planck[3] (1861–1955), Pädagogin, Politikerin
- Leontine Hagmaier (1862–1931), Schulleiterin
- Gertrud Schwend-Uexküll (1867–1901), Schulgründerin
- Jenny Heymann (1890–1996), jüdische Pädagogin
- Konrad Dettner[4] (* 1951), Zoologe und Ökologe